# فرانسيس كينغ
فرانسيس كينغ (28 نوفمبر 1980 - 11 سبتمبر 2003 بويلينغتون في نيوزيلندا) (بالإنجليزية: Frances King)‏ هي لاعبة كريكت نيوزلندية.

## وصلات خارجية
- فرانسيس كينغ على موقع إي آس بي آن كريك إنفو (الإنجليزية)